# Billmesser
Ein Billmesser ist eine Gestalt des altbayerischen Aberglaubens. Ein Billmesser, regional auch Bockschneider genannt, ist eine Person des ansonsten normalen Lebens, die sich des Nachts in einen Dämon verwandelt, der auf einem Geißbock aus dem Stall des Teufels durch die Felder reitet. Besonders Getreidefelder haben es dieser Figur angetan. Dabei wird die Ernte verwünscht und verdorben, so dass es zu Missernten kommt. Personen, die der Billmesserei verdächtigt wurden, sind gemieden und ausgestoßen worden.

## Rezeption
Das Thema Billmesser und Bockschneider wurde in der dritten Folge („Die Drud“) der Fernsehsendung Königlich Bayerisches Amtsgericht behandelt.